# Sacramentsberg
Sacramentsberg är en kulle i Belgien.   Den ligger i provinsen Limburg och regionen Flandern, i den centrala delen av landet, 60 km öster om huvudstaden Bryssel. Toppen på Sacramentsberg är 43 meter över havet, eller 12 meter över den omgivande terrängen. Bredden vid basen är 1,2 km.
Terrängen runt Sacramentsberg är mycket platt. Runt Sacramentsberg är det tätbefolkat, med 659 invånare per kvadratkilometer.. Närmaste större samhälle är Hasselt, 8,0 km sydost om Sacramentsberg. 
I omgivningarna runt Sacramentsberg växer i huvudsak blandskog.